# The Silent Earth (album)
The Silent Earth - album studyjny Deutsch Nepal, wydany w 1995 roku przez wytwórnię Old Europa Cafe. 

## Lista utworów
1. "Jacques-Yves Cousteau Im Memorandum" - 4:54
2. "The Habit of Civilisation" - 2:19
3. "Saturation" - 8:50
4. "The Sharks Battue" - 4:29
5. "Bibulous" - 2:18
6. "The Silent Earth" - 9:47
7. "Angel Impact '95" - 5:21
8. "Wir Kapitulieren Nie Mahl" - 5:08
9. "Hovercraft in Dark Waters" - 3:06